# SIR-modellen
SIR-modellen er en matematisk-epidemiologisk kompartmentmodel, der kan beskrive  udviklingen af visse epidemier.

## SIR-Model
En population, der består af et konstant antal af N individer, vil under modellen deles op i tre grupper: de modtagelige, S (susceptible), de syge (I for inficerede), og de fjernede, R, dvs. immune og/eller døde (R for removed). Det antages i SIR-modellen, at individer i populationen i tilfælde af smitte vil overgå fra den ene gruppe til den anden til den tredje, således at de til start er susceptible, hvorefter de er inficerede, hvorefter de overgår til den fjernede gruppe. 
Dette sygdomsforløb er en grov forsimpling, idet der ikke tages højde for bl.a. latenstid, der er en periode imellem den raske og den infektiøse, hvor et individ er inficeret, men ikke smittende, og der tages heller ikke forbehold for, at personer i den fjernede gruppe kan overgå til den modtagelige igen (eksempelvis ved at immuniteten fortager sig). Det er umuligt at tage højde for alle variable der har kan have indflydelse i den virkelige verden. Det ændre dog ikke ved at denne model er en af de bedste til at modellere hvordan sygdomme spreder sig over tid i en befolkning. Desuden antager modellen også, at populationen er konstant, hvilket under længerevarende epidemier kan skabe en usikkerhed, der skyldes befolkningstilvækst, indvandring osv (men de har også en relativ lille betydning). Hvis det vurderes, at disse usikkerhedsfaktorer er insignifikante, kan man med forbehold anvende SIR-modellen til en epidemiologisk undersøgelse af en epidemi.
Modellen beskrives ved følgende sæt af koblede differentialligninger
{\displaystyle (1)\quad {\frac {dS}{dt}}=-{\frac {\beta }{N}}I(t)S(t)}
{\displaystyle (2)\quad {\frac {dI}{dt}}={\frac {\beta }{N}}I(t)S(t)-\gamma I(t)}
{\displaystyle (3)\quad {\frac {dR}{dt}}=\gamma I(t)}
Disse differentialligninger beskriver overførslen af individer fra det første kompartment til det andet til det tredje, hvor  S(t) beskriver antallet af susceptible, I(t) antallet af infektiøse og  R(t) antallet af fjernede (jf. forklaringen ovenfor). 
En heuristisk forklaring for første ligning er, at en susceptile, hvoraf der er S(t), i et lille tidsinterval har en chance på I(t)/N for at møde en inficeret, raten for  infektion er i det korte tidsinterval lig risikoen for infektion ved kontakt givet ved koefficienten beta. Tredje ligning følger per definition af gamma koefficienten, der beskriver raten, hvormed en syg forlader populationen. Anden ligning er en sammenstilling af første og tredje ligning, idet disse beskriver tilstrømning og afvandring.
Endvidere har vi, eftersom modellen antager, at populationen er konstant, at den samlede population N er givet ved:
{\displaystyle (4)\quad N=S(t)+I(t)+R(t)}
Typisk, så vil {\displaystyle R(0)=0} fordi der endnu ikke er nogen, der er påvirket af epidemien. Endvidere vil {\displaystyle I_{0}=I(0)\ll N}, dvs den indledende smitte vil være meget lille. Dermed vil {\displaystyle S_{0}\approx N}.

## Egenskaber
Den samlede population er konstant (og er således en bevaret størrelse), idet
{\displaystyle {\frac {dN}{dt}}={\frac {dS}{dt}}+{\frac {dI}{dt}}+{\frac {dR}{dt}}=0}.
Der findes endnu en bevaret størrelse, som findes på følgende måde :
I ligning 3 isoleres I(t) og dette indsættes i ligning 1. Det giver
{\displaystyle {\frac {dS}{dt}}=-{\frac {\beta }{\gamma N}}S(t){\frac {dR}{dt}}}.
Ved at dividere med S(t) får vi:
{\displaystyle {\frac {1}{S(t)}}{\frac {dS}{dt}}=-{\frac {\beta }{\gamma N}}{\frac {dR}{dt}}}.
Venstresiden kan skrives som {\displaystyle \left(\ln S(t)\right)'}. Hermed kan vi integere på begge sider:
{\displaystyle \ln S(t)+{\frac {\beta }{\gamma N}}R(t)=\ln S(0)+{\frac {\beta }{\gamma N}}R(0)}.
Nu benytter vi, at R(0)=0, og resultatet kan dermed skrives som:
{\displaystyle (5)\quad \ln \left({\frac {S_{0}}{S(t)}}\right)={\frac {\beta }{\gamma N}}R(t)}

## Estimation af parametre
For at kunne bruge modellen kræves kendskab til parametrene {\displaystyle \beta }, {\displaystyle \gamma } og {\displaystyle N}, 
samt begyndelsesværdien {\displaystyle I_{0}}.

## Estimering afβ/γ{\displaystyle \beta /\gamma }
I det følgende antages det, at {\displaystyle R(t)} er kendt. Lader vi {\displaystyle t\rightarrow \infty } i ligning 5 så får vi
{\displaystyle (6)\quad {\frac {\ln \left({\frac {S_{0}}{S_{\infty }}}\right)}{R_{\infty }}}={\frac {\beta }{\gamma N}}}
Vi lader nu også {\displaystyle t\rightarrow \infty } i ligning 4, og det giver:
{\displaystyle N=S_{\infty }+I_{\infty }+R_{\infty }}.
Efter lang tid er alle de syge enten døde eller raske, og derfor er {\displaystyle I_{\infty }=0}. Det giver:
{\displaystyle R_{\infty }=N-S_{\infty }}.
Fra før havde vi, at {\displaystyle S_{0}\approx N}, og dermed kan vi skrive ligning 6 som:
{\displaystyle {\frac {\ln N-\ln S_{\infty }}{N-S_{\infty }}}={\frac {\beta }{\gamma N}}}
Vi indfører nu overlevelsen {\displaystyle p={\frac {S_{\infty }}{N}}}, så bliver ovenstående ligning reduceret til:
{\displaystyle (7)\quad {\frac {-\ln p}{1-p}}={\frac {\beta }{\gamma }}}
Denne ligning giver altså en relation mellem de to ukendte parametre {\displaystyle \beta } og {\displaystyle \gamma }, ud fra kendskab til den samlede overlevelse {\displaystyle p} af epidemien. Det kan vises, at denne brøk er det samme som det basale reproduktionstal.
{\displaystyle R_{0}={\frac {\beta }{\gamma }}}
Det er vigtigt at bemærke, at selvom det basale reproduktionstal benævnes {\displaystyle R_{0}}, må det ikke forveksles med {\displaystyle R(t)}  som betegner antallet af individer som er fjernet fra populationen. Det er vigtigt at huske, at når der skrives overlevelse i denne udledning refererer det til brøkdelen af individer i gruppen af modtagelige (S) efter uendelig lang tid. I praksis vil en stor del af individerne i gruppen R også overleve med mindre sygdommen har 100% dødelighed. Dermed vil brøkdelen af individer som overlever epidemien være større end p med en faktor som afhænger af sandsynligheden for at et inficeret individ som går fra gruppen I til gruppen R enten dør eller overlever og er immun.

## Estimering afγ{\displaystyle \gamma }
Det forudsættes, at {\displaystyle R(t)} er kendt, og specielt også, at de ugentlige dødstal {\displaystyle {\frac {dR}{dt}}} er kendt. Vi betragter nu det tidspunkt {\displaystyle t_{1}}, hvor dødstallet {\displaystyle {\frac {dR}{dt}}} har sit maksimum. Dette sker (ifølge ligning 3) netop når {\displaystyle I} har et maksimum. Ifølge ligning 2 så har {\displaystyle I} et maksimum, når højresiden er lig med 0, dvs.
{\displaystyle {\frac {\beta }{N}}I(t_{1})S(t_{1})-\gamma I(t_{1})=0}
Ved at dividere med {\displaystyle I(t_{1})} så får vi:
{\displaystyle S(t_{1})={\frac {\gamma }{\beta }}N}
Indsættes nu {\displaystyle t=t_{1}} i ligning 5, så får vi:
{\displaystyle \ln \left({\frac {N}{S(t_{1})}}\right)={\frac {\beta }{\gamma N}}R(t_{1})},
idet vi også har sat {\displaystyle S_{0}\approx N}. Ligeledes giver ligning 4, at
{\displaystyle S(t_{1})+I(t_{1})+R(t_{1})=N}.
I den sidste ligning isoleres {\displaystyle R(t_{1})} og det indsættes i den forrige ligning:
{\displaystyle \ln \left({\frac {N}{S(t_{1})}}\right)={\frac {\beta }{\gamma N}}\left(N-S(t_{1})-I(t_{1})\right)}
Heri indsætter vi det fundne udtryk for {\displaystyle S(t_{1})}:
{\displaystyle (8)\quad \ln \left({\frac {\beta }{\gamma }}\right)={\frac {\beta }{\gamma }}\left(1-{\frac {I(t_{1})}{N}}\right)-1}
Ud fra denne ligning kan {\displaystyle I(t_{1})} bestemmes til:
{\displaystyle I(t_{1})=N\left(1-{\frac {\gamma }{\beta }}\left(\ln \left({\frac {\beta }{\gamma }}\right)+1\right)\right)}
Den maksimale værdi af {\displaystyle {\frac {dR}{dt}}} antages kendt og kaldes for {\displaystyle (R')_{max}}. Indsættes {\displaystyle t=t_{1}} i ligning 3 får vi så:
{\displaystyle (R')_{max}=\gamma I(t_{1})}
og dermed, at
{\displaystyle (9)\quad \gamma ={\frac {(R')_{max}}{I(t_{1})}}}.
Ud fra ovenstående er det således muligt at estimere {\displaystyle \gamma } ud fra kendskab til det maksimale dødstal {\displaystyle (R')_{max}} og den samlede overlevelse {\displaystyle p}.

## Eksempel på estimation af parametre ud fra data
Betragt følgende fiktive data. En population på 10000 personer oplever en epidemi. For hver uge er dødstallet opgjort til:
| uge     | 1  | 2   | 3   | 4    | 5    | 6   | 7   | 8   | 9  |
| dødstal | 86 | 291 | 813 | 1462 | 1388 | 776 | 331 | 128 | 47 |

Først summerer vi alle de døde, det giver 5322 i alt. Resten må være overlevet, dvs. 4678 personer. Det giver en overlevelse {\displaystyle p=0,\!4678}. Herfra udregner vi brøken:
{\displaystyle {\frac {\beta }{\gamma }}={\frac {-\ln 0,\!4678}{1-0,\!4678}}=1,\!427}
Dernæst udregner vi det maksimalt antal smittede:
{\displaystyle I(t_{1})=10000\left(1-{\frac {\ln(1,\!427)+1}{1,\!427}}\right)=498}
Til sidst aflæser vi det største dødstal, det giver {\displaystyle (R')_{max}=1462}, og finder heraf:
{\displaystyle \gamma ={\frac {1462}{498}}=2,\!94}
samt
{\displaystyle \beta =1,\!427\cdot 2,\!94=4,\!19}
Hermed har vi fundet et estimat på modellens parametre.

## Estimation ved hjælp af regression
En alternativ måde at estimere parametrene på går ud på at bruge regression .
Ud fra ligning 2 kan man isolere {\displaystyle I(t)} på højresiden:
{\displaystyle {\frac {dI}{dt}}=\left({\frac {\beta }{N}}S(t)-\gamma \right)I(t)}
Når {\displaystyle I(t)} er lille, så er {\displaystyle S(t)} næsten konstant. Så i begyndelsen af epidemien vil differentialligningen for {\displaystyle I(t)} approksimeres med:
{\displaystyle {\frac {dI}{dt}}\approx \left(\beta -\gamma \right)I(t),\quad t\ll t_{1}}
fordi {\displaystyle S(t)\approx S_{0}\approx N}
Tilsvarende, når epidemien er næsten slut, så vil samme differentialligning kunne approksimeres med:
{\displaystyle {\frac {dI}{dt}}\approx \left(\beta \cdot p-\gamma \right)I(t),\quad t\gg t_{1}}
I begge tilfælde er der tale om en ekspontiel sammenhæng, og vi har derfor følgende egenskaber for {\displaystyle I(t)}:
{\displaystyle I(t)\approx Ae^{k_{1}t},\quad t\ll t_{1}}
{\displaystyle I(t)\approx Be^{k_{2}t},\quad t\gg t_{1}},
hvor {\displaystyle A} og {\displaystyle B} er ukendte konstanter. Konstanterne {\displaystyle k_{1}} og {\displaystyle k_{2}} opfylder:
{\displaystyle k_{1}=\beta -\gamma }
{\displaystyle k_{2}=\beta \cdot p-\gamma }
Værdierne of {\displaystyle k_{1}} og {\displaystyle k_{2}} kan bestemmes ved eksponentiel regression af dødstallene {\displaystyle {\frac {dR}{dt}}}, og dermed kan man bestemme {\displaystyle \beta } og {\displaystyle \gamma }:
{\displaystyle \beta ={\frac {k_{1}-k_{2}}{1-p}}}
{\displaystyle \gamma ={\frac {k_{1}\cdot p-k_{2}}{1-p}}}

## Eksempel med regression
Ved at lave eksponentiel regression på henholdsvis de første tre uger, og de sidste tre uger, så finder vi:
{\displaystyle k_{1}=1,\!058}
{\displaystyle k_{2}=0,\!960}
Heraf beregner man
{\displaystyle \beta ={\frac {1,\!058+0,\!960}{1-0,\!4678}}=3,\!79}
{\displaystyle \gamma ={\frac {1,\!058\cdot 0,\!4678+0,\!960}{1-0,\!4678}}=2,\!73}